# 賴芳玉
賴芳玉（1967年10月19日—），生於台灣桃園縣（今桃園市），台灣律師，專長為家事法，現任普華商務法律事務所合夥律師，且為家事暨高齡權益部門主持律師。長期投入防治家庭暴力與援救受暴婦女、外籍配偶的法律工作，曾任中華民國內政部家庭暴力及性侵害防治委員會委員、現代婦女基金會受暴婦女訴訟扶助委員會召集人、中天電視倫理委員會委員、八大電視倫理委員會委員、民間司法改革基金會執行委員。畢業於東海大學法律系。

## 參與節目
- 《新聞挖挖哇》（JET綜合台）

## 電視廣告
- 葛蘭素史克普拿疼

## 著名離婚案件
- 高凌風與金友莊
- 王靜瑩與陳威陶
- 于美人與王維綸
- 徐熙媛與汪小菲
- 何如芸與王敏錡
- 張清芳與高盛證券亞洲區副總裁宋學仁
- 理科太太與John
- 黃嘉千與夏克立
- 福原愛與江宏傑

## 著作
| 年份       | 書名                                                     | 出版社       | ISBN               |
| 2000       | 《談專家證人》                                           | 律師雜誌     |                    |
| 2001.12    | 《試談家庭暴力案件中的心理醫療與司法之關聯性》           | 律師雜誌     |                    |
| 2001.8     | 《從唐台生案爭議檢視性侵害案判決》                       | 司法改革雜誌 |                    |
| 2003.6     | 《家庭暴力在台灣》（《傷害我的是最親密的人》一書導讀）   | 商周出版     | ISBN 9867747879    |
| 2003.1     | 《大法官，給個說法！》（合著）                           | 商周出版     | ISBN 9867747143    |
| 2003.7     | 《都是愛情惹的禍法律篇》                                 | 寶瓶文化     | ISBN 9867883489    |
| 2004.1     | 《我看到妳了》（《我閉上眼睛》一書推薦文                 | 商周出版     |                    |
| 2004.8     | 《Yes,I do! 律師、醫師及教授給你的結婚企劃書》           | 寶瓶文化     | ISBN 9867883829    |
| 2011.3     | 《我們依然相信》                                         | 凱特文化     | ISBN 9789866175244 |
| 2014       | 《逐夢計畫─35個點夢成真的一句話》，〈受暴婦女的守護者〉  | 正中書局     | ISBN 9789570919370 |
| 2015.06.30 | 《賴芳玉愛情律師事務所：幫你找到幸福的55個婚姻法律常識》 | 知識流       | ISBN 9789868826335 |
| 2015.7     | 《好散，也是一種幸福》                                   | 好人出版     | ISBN 9789869155731 |
| 2016.4     | 《影之光》                                               | 凱特文化     | ISBN 9789869238892 |

## 外部連結
- 律州聯合法律事務所-賴芳玉首頁 （页面存档备份，存于）
- 賴芳玉(生活與法律)律師的Facebook專頁